# 官僚的なソナチネ

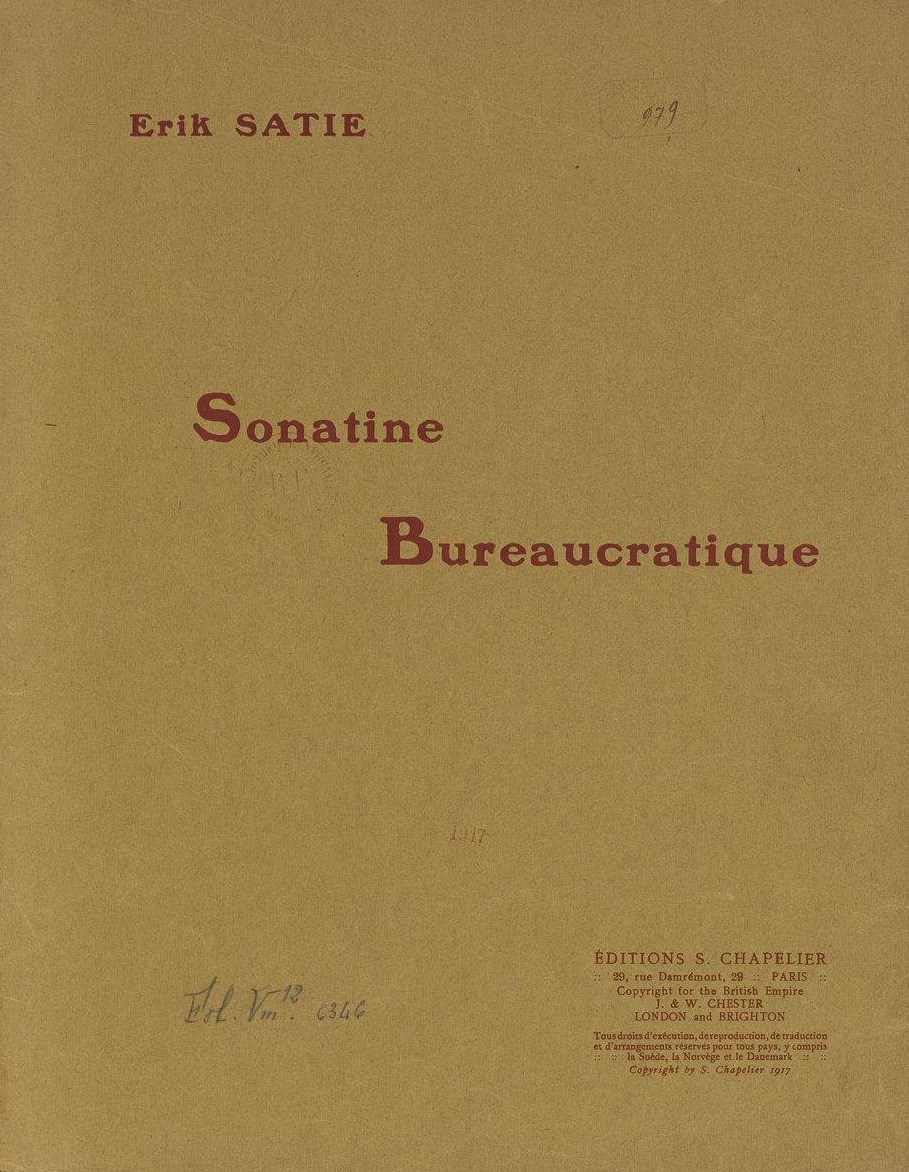
初版の表紙（1917年）

『官僚的なソナチネ』（かんりょうてきなソナチネ、Sonatine bureaucratique、ソナチネ・ビューロクラティック）は、エリック・サティが1917年に作曲したピアノ独奏曲。

## 概要
ソナチネの教本などで知られているムツィオ・クレメンティの『ソナチネ ハ長調』作品36-1をパロディ化したものであり、楽譜の行間にはひとりの役人が朝役所へ出勤し、夕方役所を後にするまでの一日の出来事が物語りのように綴られている。

## 曲の構成
曲は、区切れ無しの3楽章からなる。
1. アレグロ、4分の4拍子、イ長調
2. アンダンテ、8分の9拍子、ニ長調
3. ヴィヴァーチェ、8分の3拍子、イ長調